# Hilborough
Hilborough är en ort och civil parish i Storbritannien.   Den ligger i grevskapet Norfolk och riksdelen England, i den sydöstra delen av landet, 130 km norr om huvudstaden London. Hilborough ligger 30 meter över havet och antalet invånare är 180.
Terrängen runt Hilborough är platt. Runt Hilborough är det ganska tätbefolkat, med 96 invånare per kvadratkilometer. Närmaste större samhälle är Thetford, 17,6 km söder om Hilborough. Trakten runt Hilborough består till största delen av jordbruksmark.